# Cygnus CRS OA-9E
Cygnus CRS OA-9E även känd som Orbital Sciences CRS Flight 9E, var en flygning av en av företaget Orbital ATKs Cygnus rymdfarkoster till Internationella rymdstationen (ISS). Farkosten sköts upp med en Antares 230 raket från Wallops Flight Facility i Virginia den 21 maj 2018.
Farkosten är uppkallad efter den avlidne amerikanen J.R. Thompson. Målet med flygningen var att leverera material och förnödenheter till ISS. Farkosten dockades med rymdstationen med hjälp av Canadarm2 den 24 maj 2018 och lämnade stationen den 15 juli 2018. Den brann som planerat upp i jordens atmosfär den 30 juli 2018.

### Fotnoter
1. 1 2  ”Orbital ATK” (på engelska). Orbital ATK. Arkiverad från originalet den 14 maj 2018. https://web.archive.org/web/20180514141618/https://www.orbitalatk.com/news-room/feature-stories/OA9-Mission-Page/Documents/SS_JR%20Thompson_Bio.pdf. Läst 11 november 2017.
2. ↑  ”NASA Space Science Data Coordinated Archive” (på engelska). NASA. https://nssdc.gsfc.nasa.gov/nmc/spacecraft/display.action?id=2018-046A. Läst 24 mars 2020.
3. 1 2  ”Orbital ATK” (på engelska). Orbital ATK. Arkiverad från originalet den 22 maj 2018. https://web.archive.org/web/20180522041255/https://www.orbitalatk.com/news-room/feature-stories/oa9-mission-page/. Läst 12 november 2017.